# كامي ايماي
كامي ايماي (باليابانية: 今井神؛ بالكانا: いまい かみ) هو مانغاكا ورسام توضيحي ياباني، ولد في 8 فبراير 1980.

## روابط خارجية
- كامي ايماي على موقع ANN person (الإنجليزية)